# Christine Labrie
Christine Labrie, née le 28 septembre 1987 à Sherbrooke, est une enseignante et femme politique québécoise.
Membre de Québec solidaire, elle est élue députée de Sherbrooke à l'Assemblée nationale le 1er octobre 2018 en défaisant le député sortant Luc Fortin. Le 3 octobre 2022, elle est réélue pour un deuxième mandat. Elle assume, du 2 mai au 16 novembre 2024, la fonction de porte-parole féminine par intérim de Québec solidaire. 

## Biographie

### Études
Après avoir obtenu un certificat en sociologie à l’Université Laval en 2010, Christine Labrie obtient un baccalauréat en histoire à l’Université de Sherbrooke. À l'automne 2013, elle y entame une maîtrise en histoire, avec cheminement en informatique appliquée à l’histoire, et soutient un mémoire titré Manières d’être femme sans être mère : une enquête d'histoire orale sur le rapport au genre des Québécoises sans enfant avant la révolution sexuelle. Elle s'intéresse particulièrement aux questions d'histoire des femmes et du droit des femmes, enseigne à l'Université dont elle est diplômée et a débuté un doctorat en histoire des femmes à l'Université d’Ottawa,. Elle siège au conseil d’administration de la Société d’histoire de Sherbrooke.

### Engagement politique
Son engagement politique commence à l'université où elle milite dans le mouvement étudiant est attirée par des causes sociales.
Elle se lance en politique à l'occasion des élections municipales de 2017. Candidate à Sherbrooke dans le district de Quatre-Saisons pour le parti Sherbrooke Citoyen, elle axe sa campagne sur les questions de la mobilité et des services publics, mais est battue par Vincent Boutin par seulement 57 voix.
En mars 2018, Christine Labrie est investie candidate de Québec solidaire dans la circonscription de Sherbrooke, où le parti estime pouvoir faire une percée. C'est dans la ville de Sherbrooke que se tient le premier grand meeting du parti hors de Montréal, qui réunit plus de 600 personnes. En août, elle est nommée porte-parole de Québec solidaire en matière d’éducation postsecondaire pour la campagne électorale du parti. Le 1er octobre 2018, elle est élue députée de Sherbrooke, devançant le député et ministre libéral sortant Luc Fortin avec une confortable avance de 3 450 voix, alors qu'une lutte serrée était attendue,.
Elle est réélue lors des élections de 2022
Le 12 juin 2023, elle annonce sa candidature pour succéder à Manon Massé dans la course au poste de porte-parole féminine de Québec solidaire de 2023. Elle est défaite au premier tour à l'issue de la course. Elle succède toutefois à Émilise Lessard-Therrien à la suite de la démission de celle-ci en 2024, à titre de porte-parole féminine par intérim ,.
Le 7 juin 2025, elle annonce qu'elle ne sollicitera pas un nouveau mandat au cours des élections générales de 2026.

#### Responsabilités parlementaires
Le 23 octobre 2018, lors de la division des tâches parlementaires par le caucus solidaire, Christine Labrie se voit confier la responsabilité en matière d’éducation, de famille et de condition féminine qui inclut également le domaine des Sports et Loisir.
Christine Labrie succède à Gabriel Nadeau-Dubois comme leader parlementaire en août 2021. Elle explique que « les leaders sont les élus qui, dans chaque parti, organisent au quotidien la vie parlementaire et négocient le cheminement des projets de loi ». Ces fonctions s'ajoutent à ses précédentes responsabilités.

#### Fonds d'investissement citoyen de Sherbrooke
Chaque année, Christine Labrie organise le Fonds d'investissement citoyen, une initiative permettant à la population sherbrookoise de voter pour les projets communautaires à financer en priorité. Parmi les projets sélectionnés de manière récurrente par la population, on note le financement donné au Journal de rue de l'Estrie, un périodique qui combat la pauvreté et l'exclusion sociale.

## Vie privée
Christine Labrie est mère de trois enfants. Elle annonce être en couple avec Alexandre Leduc après avoir annoncé sa rupture avec son conjoint précédent. Partisane du transport en commun et des transports actifs, elle ne possède pas de permis de conduire.

## Résultats électoraux
|                                                                                               | Nom                         | Parti              | Nombre de voix | %      | Maj.  |
| --------------------------------------------------------------------------------------------- | --------------------------- | ------------------ | -------------- | ------ | ----- |
|                                                                                               | Christine Labrie (sortante) | Québec solidaire   | 15 548         | 41,9 % | 2 472 |
|                                                                                               | Caroline St-Hilaire         | Coalition avenir   | 13 076         | 35,2 % | -     |
|                                                                                               | Yves Bérubé-Lauzière        | Parti québécois    | 3 373          | 9,1 %  | -     |
|                                                                                               | Zoée St-Amand               | Conservateur       | 2 501          | 6,7 %  | -     |
|                                                                                               | François Vaes               | Libéral            | 2 166          | 5,8 %  | -     |
|                                                                                               | Victoria Karny              | Vert               | 204            | 0,5 %  | -     |
|                                                                                               | Raphaëlle Dompierre         | Parti nul          | 113            | 0,3 %  | -     |
|                                                                                               | Alain Barbier               | Climat Québec      | 69             | 0,2 %  | -     |
|                                                                                               | Alexandre Asselin           | Démocratie directe | 48             | 0,1 %  | -     |
| Total                                                                                         | Total                       | Total              | 37 098         | 100 %  |       |
| Le taux de participation lors de l'élection était de 70,8 % et 458 bulletins ont été rejetés. |                             |                    |                |        |       |

|                                                                                               | Nom                     | Parti               | Nombre de voix | %      | Maj.  |
| --------------------------------------------------------------------------------------------- | ----------------------- | ------------------- | -------------- | ------ | ----- |
|                                                                                               | Christine Labrie        | Québec solidaire    | 12 315         | 34,3 % | 3 450 |
|                                                                                               | Luc Fortin (sortant)    | Libéral             | 8 865          | 24,7 % | -     |
|                                                                                               | Bruno Vachon            | Coalition avenir    | 8 403          | 23,4 % | -     |
|                                                                                               | Guillaume Rousseau      | Parti québécois     | 5 244          | 14,6 % | -     |
|                                                                                               | Marie-Maud Côté-Rouleau | Vert                | 423            | 1,2 %  | -     |
|                                                                                               | Éric Lebrasseur         | Citoyens au pouvoir | 162            | 0,5 %  | -     |
|                                                                                               | Mona Louis-Jean         | NPD Québec          | 141            | 0,4 %  | -     |
|                                                                                               | Sara Richard            | Parti nul           | 140            | 0,4 %  | -     |
|                                                                                               | Luc Lainé               | Indépendant         | 95             | 0,3 %  | -     |
|                                                                                               | Jossy Roy               | Bloc pot            | 83             | 0,2 %  | -     |
|                                                                                               | Patrick Tétreault       | Indépendant         | 61             | 0,2 %  | -     |
| Total                                                                                         | Total                   | Total               | 35 932         | 100 %  |       |
| Le taux de participation lors de l'élection était de 71,5 % et 476 bulletins ont été rejetés. |                         |                     |                |        |       |

| Candidat                                | Candidat                                | Parti                                   | Voix  | %     |
| --------------------------------------- | --------------------------------------- | --------------------------------------- | ----- | ----- |
|                                         | Vincent Boutin (sortant)                | Renouveau sherbrookois                  | 1 145 | 38,27 |
|                                         | Christine Labrie                        | Sherbrooke citoyen                      | 1 088 | 36,36 |
|                                         | Éric Blanc                              | Indépendant                             | 759   | 25,37 |
| Total                                   | Total                                   | Total                                   | 2 992 | 100%  |
| Nombre d'inscrits/Taux de participation | Nombre d'inscrits/Taux de participation | Nombre d'inscrits/Taux de participation | 8 362 | 35,78 |